# 沃爾納特湖鎮區 (阿肯色州迪沙縣)
沃爾納特湖鎮區（英語：Walnut Lake Township）是位於美國阿肯色州迪沙縣的一個行政鎮區。

## 地方資料
沃爾納特湖鎮區的面積為96.84平方千米，當中陸地面積為93.79平方千米，而水域面積為3.04平方千米。根據2010年美國人口普查的數據，當地共有人口246人，而人口密度為每平方千米2.54人。